# Battaglia di Schöngrabern
La battaglia di Schöngrabern è stata una battaglia combattuta tra le forze russe e austriache della Terza coalizione contro le forze francesi il 16 novembre 1805.

## Premesse
Dopo che la Francia aveva dichiarato guerra il 23 settembre all'Austria, le truppe francesi marciarono lungo il Danubio fino a Vienna. Dopo l'attraversamento del Danubio esse cercarono di raggiungere le truppe russe, che erano in marcia da Krems verso Znojmo e Brno. I 35 000 soldati russi dovevano unirsi colà con altre parti dell'armata zarista e con le truppe austriache. Quindi entrambe le truppe sarebbero state numericamente molto superiori a quelle francesi. Napoleone si trovava in quel momento a Vienna, nel Palazzo di Schönbrunn.

## Svolgimento
I 30 000 francesi, al comando del maresciallo Gioacchino Murat, incontrarono una retroguardia di 8000 soldati, tra russi e austriaci, al comando di Pëtr Ivanovič Bagration. Numericamente superiori, i francesi cercarono il 16 novembre, alle ore 16, di attaccare la retroguardia, ma i russi misero a fuoco con la loro artiglieria la località di Schöngrabern. I francesi non furono sconfitti, ma bloccati, perdendo circa 2000 uomini, mentre i russi lamentarono 3000 morti fra le loro truppe.

## Conseguenze
Con questo rallentamento le altre truppe poterono riunirsi. Successivamente, nel dicembre 1805, si giunse alla battaglia di Austerlitz.

## Memoria
Lev Tolstoj descrive la battaglia molto dettagliatamente nella sua opera Guerra e pace. Della battaglia si fa anche menzione sull'Arco di Trionfo di Parigi e su un cippo sulla B 303 (km 26,2) tra Schöngrabern e Suttenbrunn.
Nella Quinta coalizione (1809) vi fu parimenti una battaglia di Hollabrunn.